# کیلیان آنتونیو
کیلیان آنتونیو (انگلیسی: Kyllian Antonio؛ زادهٔ ۴ ژانویهٔ ۲۰۰۸) بازیکن فوتبال اهل فرانسه است که در حال حاضر برای لانس در پست مدافع بازی می‌کند.
وی همچنین در تیم‌های ملی فوتبال زیر ۱۶ سال و زیر ۱۷ سال فرانسه بازی کرده است.